# Volkseigener Betrieb

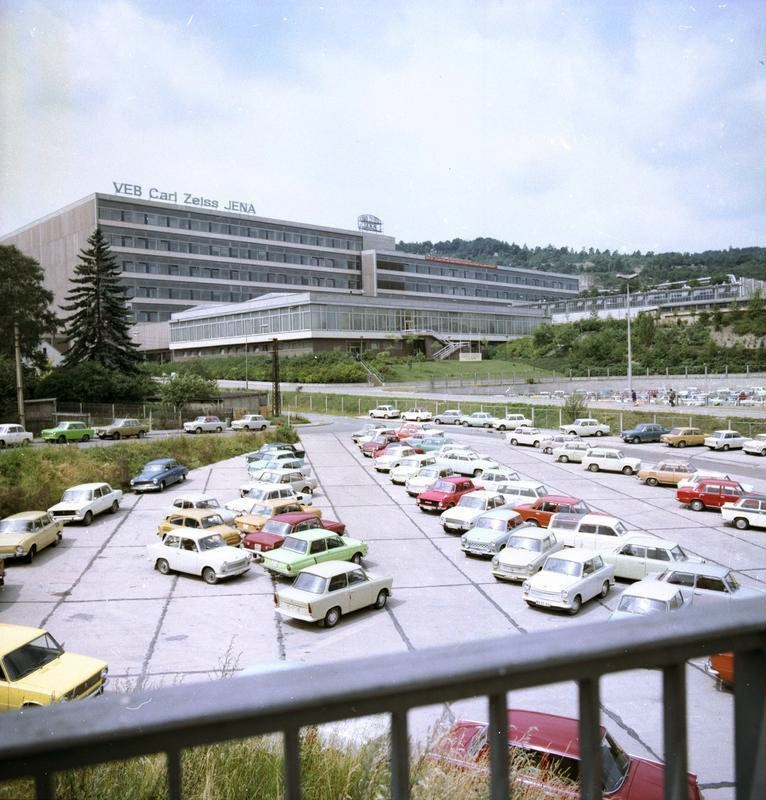
VEB Carl Zeiss Jena, een paradepaardje onder de VEB's, in 1978

Een Volkseigener Betrieb (ook VEB) was een aanduiding die in de voormalige DDR werd gebruikt voor een bedrijf dat feitelijk in staatshanden was. Volgens de filosofie van het communisme behoorde een bedrijf aan de arbeiders zelf toe. Dat arbeiders daarbij niet rechtstreeks aandeelhouders waren maar dat de staat als overkoepeling van volkseigendom fungeerde vloeide weer voort uit het feit dat aandelen (kapitaalbezit) niet pasten binnen een socialistisch of communistisch model. Vanaf 1948 vormden de VEB's de basiseenheden in de planeconomie.
De Volkseigene Betriebe werden geleid door een Werkleiter, die terzijde werd gestaan door de eerste secretaris van de bedrijfspartijorganisatie van de communistische partij (SED-Betriebsparteiorganisation - BPO) en de voorzitter van de bedrijfsvakbond.
Bijna alle VEB's werden bij de realisatie van de economische unie tussen de Bondsrepubliek en de DDR, op 1 juli 1990, geprivatiseerd door de Treuhandanstalt.